# Nancy McCredie
Nancy McCredie (* 5. Februar 1945 in Belleville, Ontario; † 1. Mai 2021) war eine kanadische Leichtathletin, die sich auf das Kugelstoßen und den Diskuswurf spezialisiert hatte.
1963 siegte sie bei den Panamerikanischen Spielen in São Paulo in beiden Disziplinen. Bei den Olympischen Spielen 1964 in Tokio wurde sie Siebte im Kugelstoßen und schied im Diskuswurf in der Qualifikation aus.
1966 gewann sie bei den British Empire and Commonwealth Games in Kingston Bronze im Kugelstoßen und wurde Fünfte im Diskuswurf. Bei den Panamerikanischen Spielen 1967 in Winnipeg verteidigte sie ihren Titel im Kugelstoßen.
Sechsmal wurde sie Kanadische Meisterin im Kugelstoßen (1962–1967), viermal im Diskuswurf (1963–1966) und einmal im Speerwurf (1965).

## Persönliche Bestleistungen
- Kugelstoßen: 16,01 m, 18. Juni 1966, Cleveland
  - Halle: 16,14 m, 1964
- Diskuswurf: 51,60 m, 1964